# イ・ジョンハ
イ・ジョンハ（朝: 이정하、1998年2月23日 - ）は、韓国の俳優。ナムアクターズ所属。

## 来歴
子供の頃からダンスと歌が好きで、中学生の頃、JYPエンターテインメントにスカウトされ、練習生をしていたが周りとの実力の差を感じて退社した。その後、俳優が多く所属する芸能事務所のナムアクターズに入る。練習生の機会から逃げた後悔とアイドルになりたいという想い、そして事務所の勧めもあって、2017年にKBS2で放送されたサバイバルオーディション番組「The Unit～アイドル再起プロジェクト」に挑戦した。最終順位は19位とデビューすることはできなかった。
俳優デビュー作は、2017年に配信されたウェブドラマ「심쿵주의（→シムクン（胸キュン）注意）」である。2018年には「やめろと言われると余計にやりたくなる19」でマ・テヒ役を、2019年には「여행담（→旅行談）」や「フレッシュマン：アウトサイダーのインサイダー挑戦記」と数多くのウェブドラマに出演した。
2019年、地上波ドラマに初出演した。MBC「新米史官ク・ヘリョン」で末っ子史官のキム・チグク役を演じ、2020年にはJTBC「それでも僕らは走り続ける」でイム・シワン演じるキ・ソンギョムの後輩キム・ウシク役を、2021年にはJTBC「わかっていても」でハン・ソヒ演じるユ・ナビの後輩キム・ウナン役を演じた。
2021年、制作費500億ウォン規模の大作ドラマ「ムービング」の主人公にキャスティングされ、劇中の潜在的能力者であるキム・ボンソク役を演じた。

## 人物
- 本名はイ・グァンミン(이관민)。「관 (冠)」が大人すぎるという理由から所属事務所の社長の勧めで、芸名のイ・ジョンハを使うようになった[1]。
- 演技の原動力は、母親。「The Unit」出演時のインタビューで母親が大腸がんのステージ3で闘病中だと明らかにしたが、病気の家庭事情にも明るい笑みを絶やさなかった[8][9]。
- ロールモデルは、チョ・ジヌン。「シグナル」での演技を見て、衝撃を受けたからである[10]。
- サッカーを小学校から中学校1年生までしていたが、膝の怪我で辞めた[2][10]。

## 出演

### 映画
・It's Okay  (2023年)
・Victory  (2024年)

### テレビドラマ
- 新米史官ク・ヘリョン（2019年、MBC）- キム・チグク
- それでも僕らは走り続ける（2020年、JTBC）- キム・ウシク役[11]
- わかっていても（2021年、JTBC） - キム・ウナン役[12]
- ムービング（2024年)
- 監査します  (2024年)
- グッドボーイ  (2025年)

### バラエティ
- The Unit～アイドル再起プロジェクト（2017-18年、KBS2）[4]

### ウェブドラマ
- 심쿵주의（→シムクン（胸キュン）注意）（2017年、dingo）[13]
- やめろと言われると余計にやりたくなる19（2018年、PLAYLIST）- マ・テヒ役[14]
- 여행담（→旅行談）（2019年）
- フレッシュマン：アウトサイダーのインサイダー挑戦記（2019年、WHYNOT）- チャ・ドジン役